# Timàgores de Rodes
Timàgores de Rodes (en llatí Timagoras, en grec antic Τιμαγόρας) fou un militar de l'illa de Rodes, al qui es va encarregar el comandament de cinc vaixells enviats a Calcis l'any 171 aC per ajudar a Gai Lucreci Gal en la guerra contra Perseu de Macedònia.
Polibi diu que efectivament cinc vaixells van ancorar a Calcis i un altre va ser enviat a Tènedos sota comandament d'un oficial de nom Timàgores (no és clar si era el mateix personatge) que va atacar una nau que conduïa Diòfanes, un ambaixador macedoni, amb informacions de Perseu a Antíoc IV Epífanes i la va capturar. Diòfanes personalment es va poder escapar.